# Outchougai
Outchougai (Atchougue, Outchougi), banda Algonquian Indijanaca koji su 1640. živjeli na istočnoj obali Georgian Baya i možda južno od French Rivera. Godine 1736. žive u Oki u Quebecu, a Chauvignerie ih opisuje kao klan Nipissinga, s čapljom kao totemom. Sultzman i Swanton ih imaju na popisu bandi Ojibwa. Ostali nazivi: Achagué, Atchougek i sl.

## Vanjske poveznice
- Ojibwe History  Arhivirana inačica izvorne stranice od 19. veljače 2015. (Wayback Machine)